# Alta flygplats
Alta flygplats (norska: Alta lufthavn) är en flygplats i Alta, Norge. Flygplatsen är belägen 3,5 km öster om Alta centrum nära Elvebakken. Flygplatsen öppnades 1963, men terminalbyggnaden är från 2009.
Flygplatsen är en regionalt nav. Många till och från Oslo byter plan här (eller i Tromsø) för att ta sig till mindre orter. De flesta andra flygplatser i Finnmark har korta landningsbanor och kan bara ta små propellerplan som inte har räckvidd för att ta sig till Oslo. På grund av långa restider med bil flyger man ofta även vid längre resor inom Finnmark.

## Destinationer

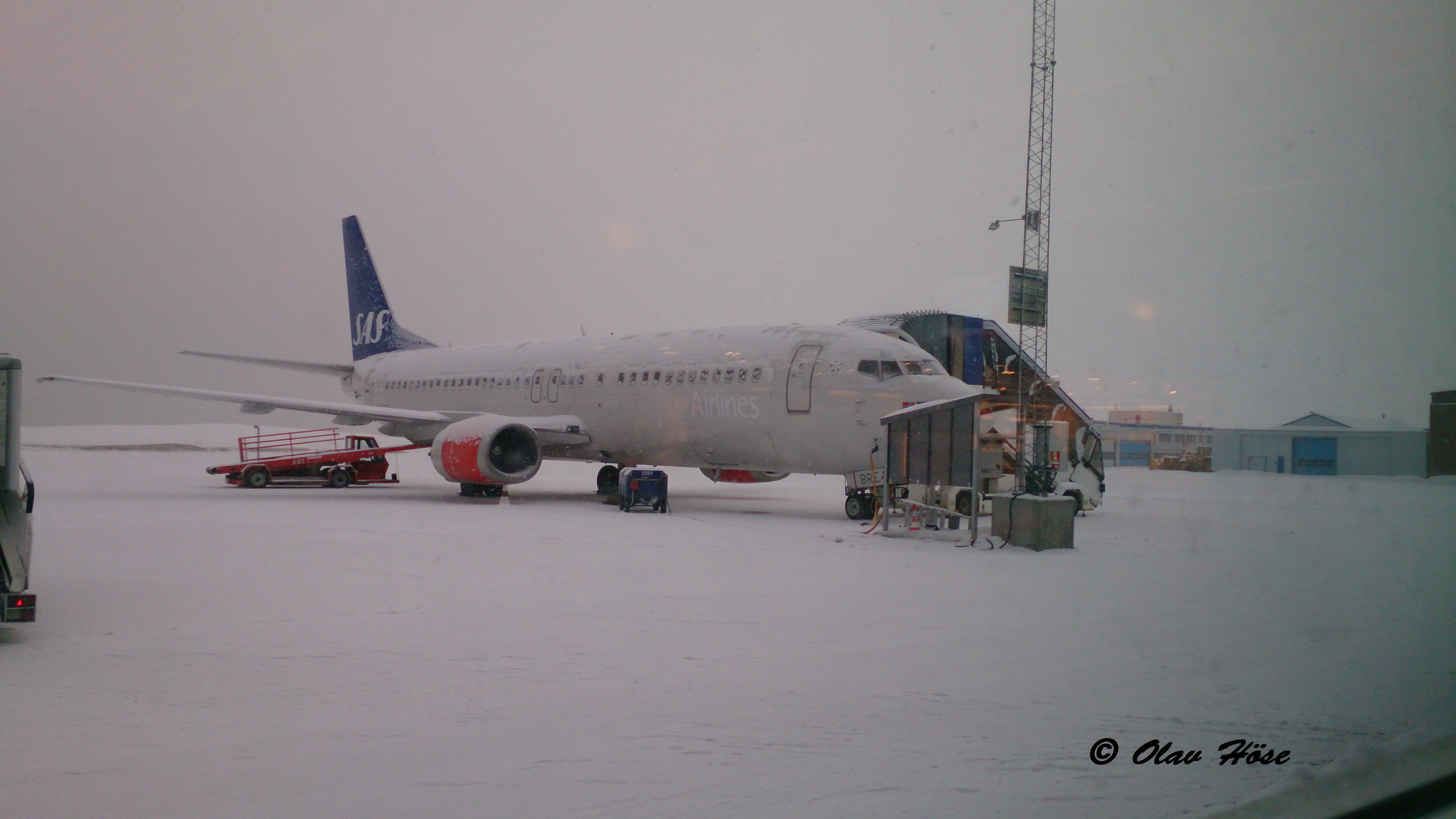
En SAS Boeing 737 på Alta flygplats i april 2013.

| Flygbolag             | Destinationer                                                                        |
| --------------------- | ------------------------------------------------------------------------------------ |
| Norwegian Air Shuttle | Oslo-Gardermoen, Tromsø                                                              |
| Scandinavian Airlines | Oslo-Gardermoen, Tromsø                                                              |
| Widerøe               | Berlevåg, Båtsfjord, Hammerfest, Kirkenes, Lakselv, Mehamn, Sørkjosen, Tromsø, Vadsø |